# 8-й армійський корпус (Україна)
8-й армі́йський корпус (8 АК, в/ч А1494) — оперативно-тактичне об'єднання Сухопутних військ Збройних Сил України, що існувало у 1992―2015 роках.
Після розформування дивізій у 2000-х роках армійський корпус став вищим тактичним з'єднанням, втративши можливості управління на оперативному рівні.

## Історія
Після розпаду СРСР у 1992 році 8-ма танкова армія Радянської армії склала військову присягу на вірність українському народові. 1 грудня 1993 року армія вона була перейменована на 8-й армійський корпус. Основу корпусу склали лише 30-та гвардійська Новоград-Волинська Червонопрапорна ордена Суворова танкова дивізія та декілька баз зберігання.[джерело?]
В результаті передачі зенітних ракетних бригад із Сухопутних військ до військ ППО корпус залишила 138-ма зенітна ракетна бригада озброєна комплексом Бук-М1. Завдання з протиповітряної оборони військ корпусу покладалось на підрозділи ППО дивізій.[джерело?]
В 1996 році корпус отримав військові частини від розформованого 1-го армійського корпусу та перейшов в підпорядкування до Північного оперативно-територіального командування.[джерело?]
В 1997 році корпус передав до складу новосформованої ракетної дивізії свою 199-ту ракетну бригаду.[джерело?]
У процесі реформування, в жовтні 2000 року, до складу з'єднання увійшла 95-та окрема аеромобільна бригада, що до грудня 2012 року пробула частиною корпусу.
З'єднання корпусу брали участь у проведенні багатьох навчань: дослідницького штабного «Чисте небо», стратегічного «Осінь — 98», «Форпост — 2002» та «Реакція — 2005». Крім того, особовий склад 8-го корпусу постійно брав участь у міжнародних миротворчих тактичних навчаннях «Щит миру» та «Козацький степ».
В 2004 році було розформовано єдину ракетну бригаду корпусу — 459 рбр з м. Біла Церква.
Відповідно до Державної програми реформування і розвитку Збройних Сил України на період 2005 року корпус було віднесено до складу Об'єднаних сил швидкого реагування.
Особовий склад з'єднання брав активну участь у навчаннях та міжнародних миротворчих операціях: понад 5 тисяч офіцерів, прапорщиків та солдат взяли участь у миротворчих операціях у Косовому, Республіці Ірак, Лівані та Сьєрра-Леоне.
Скорочення в 2013 році 1803-го окремого полку зв'язку 8 АК (м. Бердичів, Житомирська область) погіршило можливості управління військами.

### Російсько-українська війна
З початком антитерористичної операції на сході України, частини корпусу, зокрема 30-та та 72-га окремі механізовані бригади, 1-ша окрема танкова бригада та 26 окрема артилерійська бригада неодноразово залучались до ведення бойових дій.
Відповідно до спільної директиви Міністра оборони України та Начальника Генерального штабу Збройних Сил України в березні 2015 року 8-й армійський корпус було розформовано, а військові частини передані в інше підпорядкування.

## Структура
Станом на момент розформування, в 2015 році, 8 армійський корпус включав в себе:
| №  |  | Назва                                           | Місце дислокації                           |
| -- |  | ----------------------------------------------- | ------------------------------------------ |
| 1  |  | 1 окрема танкова бригада                        | Чернігівська область смт Гончарівське      |
| 2  |  | 30 окрема механізована бригада                  | Житомирська область м. Новоград-Волинський |
| 3  |  | 72 окрема механізована бригада                  | Київська область м. Біла Церква            |
| 4  |  | 26 окрема артилерійська бригада                 | Житомирська область м. Бердичів            |
| 5  |  | 27 окремий реактивний артилерійський полк       | м. Суми                                    |
| 6  |  | 1129 окремий зенітний ракетний полк             | Київська область м. Біла Церква            |
| 7  |  | 16 окрема бригада армійської авіації            | Львівська область м. Броди                 |
| 8  |  | 20 окремий полк радіоелектронної боротьби       | м. Житомир                                 |
| 9  |  | 12 окремий полк оперативного забезпечення       | Житомирська область м. Новоград-Волинський |
| 10 |  | 50-й окремий ремонтно-відновлювальний батальйон | Житомирська область смт. Гуйва             |

## Традиції
У 2006 році відзначалося 60-річчя з'єднання.

## Командування
В різні часи керівниками корпусу були:
- генерал-лейтенант Романенко Олег Петрович (червень 1993 — січень 1997);
- генерал-майор Заболотний В'ячеслав Григорович (лютий 1997 — травень 2000);
- генерал-лейтенант Педченко Григорій Миколайович (травень 2000 — грудень 2002);
- генерал-майор Пушняков Анатолій Савватійович (грудень 2002 — листопад 2004);
- генерал-лейтенант Островський Сергій Олександрович (листопад 2004 — травень 2010);
- генерал-майор Муженко Віктор Миколайович (травень 2010 — травень 2012);
- генерал-лейтенант Литвин Петро Михайлович (травень 2012 — березень 2015).